# Бульварно-Кудрявская улица

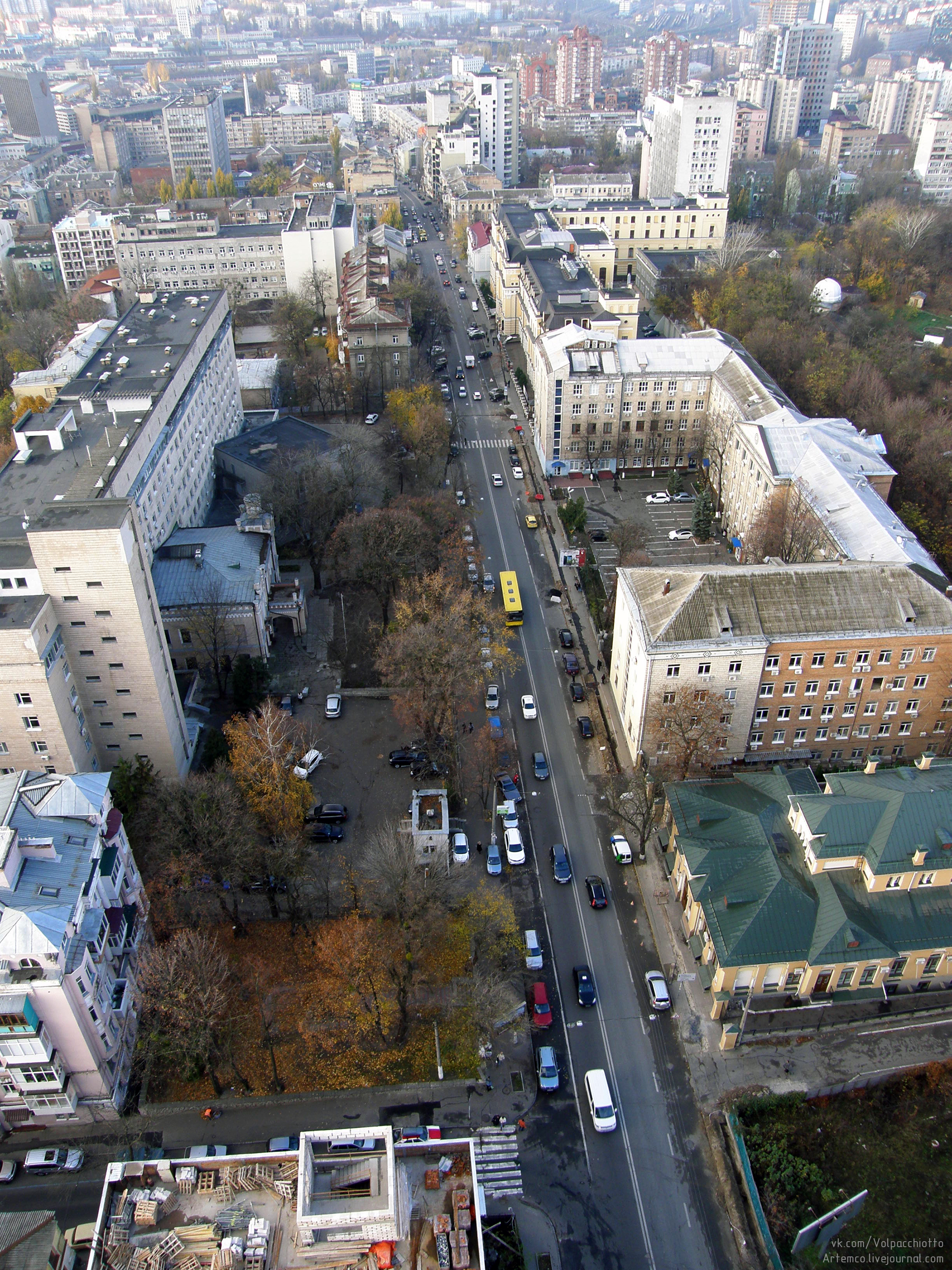
конец улицы Бульварно-Кудрявской

У́лица Бульварно-Кудрявская (укр. ву́лиця Бульварно-Кудрявська; до 2014 года улица Воровского) — улица в Шевченковском районе города Киева. Пролегает от Львовской площади до Галицкой площади и улицы Жилянской
К Бульварно-Кудрявской улице примыкают улицы Ярославов Вал, Обсерваторная, Чеховский переулок, улицы Гоголевская, Александра Конисского, Дмитриевская.

## История
Улица возникла в 1830-е годы. Первоначальное название — Бульварно-Кудрявская: согласно генплану Киева 1837 года соединяла Бульварную улицу (ныне бульвар Тараса Шевченко) с Кудрявцем. В 1919—1937 годах — улица Нероновича, в честь Е. В. Нероновича. В 1937—2014 годах имела название в честь революционера В. В. Воровского. Ранее улицей Воровского в 1923—1937 годах назывался Крещатик.
С ноября 2014 года Киевсовет вернул улице историческое название.

## Памятники истории и архитектуры
Интенсивная застройка улицы началась в 1880—90-е годы.
№ 2 — по этому адресу находятся 2 старинных здания. Одно из них — бывшее Киевское художественное училище, сооружённое в 1900 году по проекту архитектора Н. Н. Казанского. Осенью 1943 года здание сожгли немецкие оккупанты во время отступления из Киева, но после войны его отстроили заново. Соседнее здание — бывшая Государственная казённая палата, памятник архитектуры 1913—1914 годов.
№ 3 — особняк Сербулова. Возведён в 1871—1876 годах в стиле неоготики, по проекту архитектора Павла Ивановича Спарро. Собственник в то время — коллежский советник Василий Иванович Сербулов с женой Пелагей Фёдоровной.
№ 17 — с 1958 по 2005 год располагалось здание Сенного базара, построенное архитекторами С. Д. Фридлином и В. Я. Кучером. Снесено в 2005 году. На 2015 год — строительная площадка под застройку.
№ 18/2 — женская торговая школа. Возведена в 1901 году на средства мецената Николы Артемьевича Терещенко, в честь его покойной жены Пелагеи Георгиевны. Проект строительства разработан гражданским инженером Павлом Голландским, строительные работы выполнила контора Киевского подрядчика Льва Гинзбурга.
№ 19 — доходный дом Септера. Принадлежал собственнику булочной и кондитерской, купцу 2-й гильдии Августу Яковичу Септеру. В 1899 году он приобрёл у Екатерины Гавриловны Флоринской участок, на котором находился двухэтажный каменно-деревянный дом, флигель и службы. Флоринская владела этой усадьбой с 1894 по 1898 год. Для сооружения нового здания на территории усадьбы Августу Септеру пришлось взять кредит под залог недвижимого имущества у Киевского общества взаимного кредита (это было достаточно популярно в те времена). Здание в стиле европейского модерна спроектировал М. В. Клуг, автор более десятка других доходных домов Киева. Здание и флигель были сооружены в 1909—1910 годах.
№ 20 — Возведено в 1898 году под благотворительную детскую амбулаторию, на средства Льва Бродского. Позднее тут располагалась клиника Софии Александровны Лихарёвой, которая возглавляла общество помощи детям с хроническими заболеваниями. Ныне — Президиум Национальной академии художеств Украины.
№ 24 — первое коммерческое училище. Здание сооружено в 1897 году (архитектор инженер Г. П. Шлейфер), в 1920—1923 годах сделана надстройка. До 1903 года тут располагались аудитории и факультеты Политехнического института. Ныне в нём расположен бизнес-центр «Ренессанс».
№ 26 — здание Народной аудитории, возведено в 1895 году по инициативе Общества развития начального образования (инженер А. А. Белелюбский). В 1909 году здание было перестроено архитектором В. Н. Рыковым в стиле ренессанса.
№ 27 — так называемый «Замок барона», особняк статского советника барона Рудольфа Васильевича Штейнгеля, его сын — Фёдор Штейнгель. В 1877 году барон Штейнгель выкупил типовую для тех времён усадьбу, а архитектор Владимир Николаев перестроил её в стиле неоготики. В 1901 году особняк приобрёл профессор медицины Михаил Лапинский и обустроил в нём физиотерапевтический санаторий, действовавший до 1919 года. С 1924 года здание принадлежит Институту ортопедии и травматологии АМН Украины. В 1970-х годах во время сооружения многоэтажного корпуса Института ортопедии и травматологии, здание особняка было частично разобрано.
№ 33 — фабрика «Полиграфист» — старейшее издательско-полиграфическое предприятие Киева, основанное в 1923 году.
№ 34 — бывшее здание ремесленного училища, возведено в 1879 году.
№ 51 — жилой дом конца XIX века.

## Памятники и мемориальные доски
12 декабря 2009 года на бульварной части Бульварно-Кудрявской улицы между зданиями № 8 и 11 открыт памятник Шандору Петёфи, венгерскому поэту.
В августе 2011 года в сквере возле здания ректората Киевского университета имени Бориса Гринченко (дом № 18/2) открыт памятник Борису Гринченко.

## Важные учреждения
- Институт урбанистики в городе Киеве (дом № 10-б)
- Главное управление пенсионного фонда в городе Киеве (дом № 16)
- Институт ортопедии и травматологии (дом № 27)
- Национальная академия искусств Украины (дом № 20)

## Известные личности, связанные с улицей
В художественном училище в 1900—1920 годах преподавали такие известные личности, как Ф. Г. Кричевский, А. А. Мурашко, Г. К. Дядченко, Ф. С. Красицкий, М. Я. Козик и другие. Организаторами училища были В. К. Менк, Х. П. Платонов, Н. К. Пимоненко, В. Д. Орловский, И. Ф. Селезнёв, директором — В. Николаев. В Народной аудитории (Бульварно-Кудрявская улица, 26) проходили вечера-концерты Николая Лысенко.